# 塞瑟奈姆
塞瑟奈姆（法語：Sessenheim，法語發音：[sɛsənaim] ⓘ）是法国下莱茵省的一个市镇，属于阿格诺-维桑堡区。

## 地名
由于语源问题，该地名“Sessenheim”拼读方式不符合法语正字法，其标准发音为[sɛsənaim]，根据实际发音其应译作“塞瑟奈姆”，《世界地名译名词典》将其纯按法汉译音表译作“塞瑟内姆”。

## 地理
塞瑟奈姆（48°47'49"N, 7°59'11"E）面积9.18 平方千米，位于法国大東部大區下莱茵省，该省份为法国大陆部分最东部的省份，是阿尔萨斯的一部分，今与上莱茵省组成了阿尔萨斯欧洲集体，其南至上莱茵省，西南接孚日省和默尔特-摩泽尔省，西接摩泽尔省，北与德国接壤，东侧沿莱茵河与德国相望。
与塞瑟奈姆接壤的市镇（或旧市镇、城区）包括：达伦登、德吕瑟奈姆、苏夫勒奈姆、什塔特马滕、伦策奈姆-奥厄奈姆。
塞瑟奈姆的时区为UTC+01:00、UTC+02:00（夏令时）。

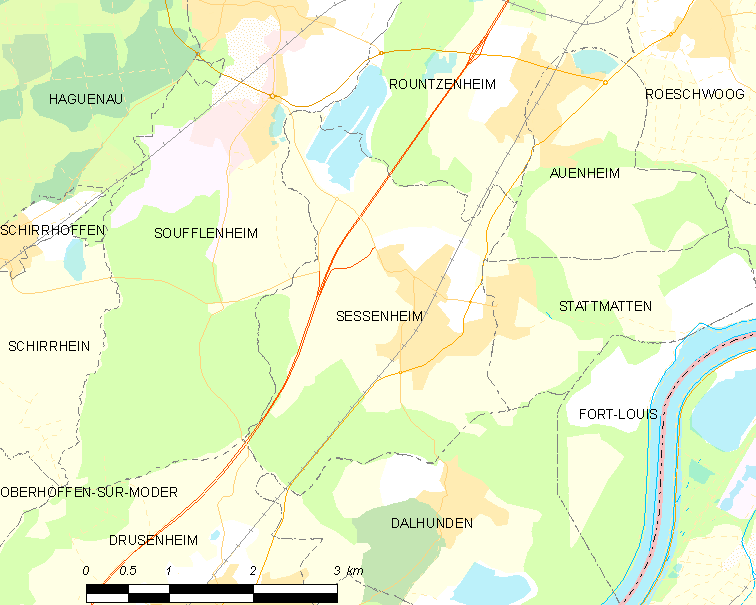
塞瑟奈姆的OSM定位图

## 行政
塞瑟奈姆的邮政编码为67770，INSEE市镇编码为67465。

## 政治
塞瑟奈姆所属的省级选区为比什维莱尔县。

## 人口

1962-2008年间塞瑟奈姆人口变化图示

塞瑟奈姆于2022年1月1日时的人口数量为2309人。